# ФК Широки Бријег
Фудбалски клуб Широки Бријег је клуб из Широког Бријега (ФБиХ, БиХ), који се такмичи у Премијер лиги БиХ од њеног оснивања.
Своје утакмице игра на стадиону Пецара који има капацитет од 6.000 гледалаца. Навијачи клуба себе називају Шкрипари.

## Историја
Клуб је основан 1948. године и у својој историји је променио више имена: Борац, Боксит, Лиштица, Младост и Младост-Дубинт.
Од оснивања Широки Бријег игра у локалним такмичењима без већих успеха. Прави успеси су дошли тек након завршетка рата у Босни и Херцеговини.
У првенству Херцег-Босне, под именом Младост и после са спонзорским именом Младост-Дубинт, Широки је освојио пет узастопних титула првака, од сезоне 1993/94. до 1997/98.
Након уласка у Премијер лигу БиХ Широки Бријег је већ у другој сезони освојио друго место и тако се први пут изборио за учешће у европским такмичењима, у УЕФА купу. Након четвртог места 2002/03., у следећој сезони је по први пут у својој историји постао првак Босне и Херцеговине. Овај успех је поновио и у сезони 2005/06. У сезони 2006/07. по први пут осваја Куп Босне и Херцеговине.

## Успеси
- Премијер лига Босне и Херцеговине
  - Првак (2) : 2003/04., 2005/06.
- Куп Босне и Херцеговине
  - Освајач (3) : 2006/07., 2012/13, 2016/17.
  - Финалиста (4) : 2004/05., 2005/06., 2011/12, 2014/15.

## Широки Бријег у европским такмичењима
| Сезона  | Такмичење     | Коло        | Клуб             | Дом. | Гост        | Укупно    |
| ------- | ------------- | ----------- | ---------------- | ---- | ----------- | --------- |
| 2002/03 | Куп УЕФА      | Кв.         | Сенец            | 3:0  | 2:1         | 5:1       |
| 2002/03 | Куп УЕФА      | 1. коло     | Спарта Праг      | 0:1  | 0:3         | 0:4       |
| 2004/05 | Лига шампиона | 1. коло кв. | Нефчи            | 2:1  | 0:1         | 2:2 (пгг) |
| 2005/06 | Куп УЕФА      | 1. коло кв. | Теута            | 3:0  | 1:3         | 4:3       |
| 2005/06 | Куп УЕФА      | 2. коло кв. | Зета             | 4:2  | 1:0         | 5:2       |
| 2005/06 | Куп УЕФА      | 1. коло кв. | Базел            | 0:1  | 0:5         | 0:6       |
| 2006/07 | Лига шампиона | 1. коло кв. | Салигорск        | 1:0  | 1:0         | 2:0       |
| 2006/07 | Лига шампиона | 2. коло кв. | Хартс            | 0:0  | 0:3         | 0:3       |
| 2007/08 | Куп УЕФА      | 1. коло кв. | Копар            | 3:1  | 3:2         | 6:3       |
| 2007/08 | Куп УЕФА      | 2. коло кв. | Хапоел Тел Авив  | 0:3  | 0:3         | 0:6       |
| 2008/09 | Куп УЕФА      | 1. коло кв. | Партизани        | 0:0  | 3:1         | 3:1       |
| 2008/09 | Куп УЕФА      | 2. коло кв. | Бешикташ         | 1:2  | 0:4         | 1:6       |
| 2009/10 | Лига Европе   | 1. коло кв. | Банантс          | 0:1  | 2:0         | 2:1       |
| 2009/10 | Лига Европе   | 2. коло кв. | Штурм            | 1:1  | 1:2         | 2:3       |
| 2010/11 | Лига Европе   | 1. коло кв. | Олимпија Љубљана | 3:0  | 2:0         | 5:0       |
| 2010/11 | Лига Европе   | 2. коло кв. | Аустрија Беч     | 0:1  | 2:2         | 2:3       |
| 2011/12 | Лига Европе   | 1. коло кв. | Олимпија Љубљана | 0:0  | 0:3         | 0:3       |
| 2012/13 | Лига Европе   | 2. коло кв. | Ст. Патрик       | 1:1  | 1:2 (прод.) | 1:3       |
| 2013/14 | Лига Европе   | 2. коло кв. | Иртиш            | 2:0  | 2:3         | 4:3       |
| 2013/14 | Лига Европе   | 3. коло кв. | Удинезе          | 1:3  | 0:4         | 1:7       |
| 2014/15 | Лига Европе   | 1. коло кв. | Габала           | 3:0  | 2:0         | 5:0       |
| 2014/15 | Лига Европе   | 2. коло кв. | Млада Болеслав   | 0:4  | 1:2         | 1:6       |
| 2016/17 | Лига Европе   | 1. коло кв. | Биркиркара       | 1:1  | 0:2         | 1:3       |
| 2017/18 | Лига Европе   | 1. коло кв. | Ордабаси         | 2:0  | 0:0         | 2:0       |
| 2017/18 | Лига Европе   | 2. коло кв. | Абердин          | 0:2  | 1:1         | 1:3       |
| 2018/19 | Лига Европе   | 1. коло кв. | Домжале          | 2:2  | 1:1         | 3:3 (пгг) |
| 2019/20 | Лига Европе   | 1. коло кв. | Каират           | 1:2  | 1:2         | 2:4       |

## Широки Бријег на вечној табели клубова уПремијер лига БиХод оснивања 2002/03
стање после сезоне 2009/10.
| Плас. | Тим           | Број сезона | ИГ  | Д   | Н  | ИЗ | ГД  | ГП  | ГР   | Бод |
| ----- | ------------- | ----------- | --- | --- | -- | -- | --- | --- | ---- | --- |
| 01    | Широки Бријег | 08          | 248 | 131 | 43 | 74 | 380 | 254 | +136 | 436 |